# Mark Flekken
Mark Flekken (* 13. června 1993 Kerkrade) je nizozemský profesionální fotbalový brankář, který chytá za anglický klub Brentford FC a za nizozemský národní tým.

## Klubová kariéra

### Alemannia Aachen
Flekken v akademii Roda JC Kerkrade a v roce 2009 se přesunul do Německa do Alemannie Aachen. 22. září 2011 podepsal s klubem svou první profesionální smlouvu. V zimní přestávce sezony 2012/13 byl Flekken jmenován brankářskou jedničkou poté, co klub opustil Michael Melka. Flekken debutoval 26. ledna 2013 v domácím zápase proti 1. FC Saarbrücken. V sezóně 2012/13 nastoupil dohromady do 15 ligových zápasů ve 3. lize, nicméně Alemannia skončila na poslední příčce a sestoupila Regionalligy.

### Greuther Fürth
Před sezónou 2013/14 přestoupil Flekken do druholigového klubu SpVgg Greuther Fürth. V týmu plnil roli brankářské dvojky, během tří let odchytal jen 3 ligová utkání a v roce 2016 klub opustil.

### Duisburg
Flekken podepsal 12. června 2016 smlouvu s třetiligovým Duisburgem. Svého soutěžního debutu se dočkal 29. července při výhře 1:0 nad Paderbornem. O týden později vstřelil gól po rohovém kopu při remíze 1:1 proti VfL Osnabrück. I díky Flekkenovi postoupil Duisburg v sezóně 2016/17 do druhé nejvyšší soutěže. V únoru 2018 Flekken inkasoval gól v ligovém zápase proti Ingolstadtu, když se otočil zády ke hře a šel se napít.
V dresu Duisburgu odchytal Flekken dvě sezóny, během níž nastoupil do 72 soutěžních utkání a udržel 26 čistých kont.

### Freiburg
V létě 2018 Flekken přestoupil do Freiburgu, kde zpočátku plnil roli dvojky za Alexanderem Schwolowem. V německé nejvyšší soutěži debutoval v posledním kole sezony 2018/19 proti Norimberku.
Po Schwolowově odchodu před začátkem sezony 2020/21 byl jmenován novou brankářskou jedničkou, ale krátce poté utrpěl při rozcvičování v zápase DFB-Pokalu proti Mannheimu komplikované zranění lokte, kvůli kterému vynechal celou sezonu. Mezitím ho v brance nahradil Florian Müller, který přišel na hostování z Mohuče. Do branky se vrátil až 9. května 2021 v utkání proti Kolínu.
Sezonu 2021/22 zahájil Flekken jako brankářská jednička. V sezóně vynechal jen dvě utkání, a to kvůli nákaze covidu-19, udržel 10 čistých kont a přispěl ke konečné 5. příčce.
Ve své páté, a zároveň poslední, sezóně nevynechal Flekken jediné ligové střetnutí, s 13 čistými konty byl nejlepším brankářem celé soutěže a pomohl Freiburgu k obhájení páté příčky. Flekken odchytal i 7 utkání v Evropské lize a postoupil s klubem až do osmifinále soutěže, kde vypadli po dvou prohrách s italským Juventusem.

### Brentford
V létě 2023 přestoupil Flekken do anglického Brentfordu za částku okolo 11 milionů liber. V Brentfordu nahradil španělského brankáře Davida Rayu, který odmítl několik nabídek na prodloužení smlouvy a odešel do londýnského Arsenalu. V klubu debutoval 13. srpna při remíze 2:2 s Tottenhamem.

## Reprezentační kariéra
Flekken debutoval v nizozemské reprezentaci 26. března 2022 v přátelském utkání proti Dánsku. Svého soutěžního debutu se dočkal 8. června při výhře 2:1 nad Walesem v zápase Ligy národů. Na závěrečný turnaj mistrovství světa v roce 2022 nebyl nominován, přednost před ním dostala trojice Remko Pasveer, Justin Bijlow a Andries Noppert.